# Aili Keskitalo
Aili Keskitalo, née le 29 octobre 1968 à Hammerfest, est une femme politique norvégienne d'origine sami représentant la Norwegian Sámi Association (en) et présidente du Parlement sami de Norvège de 2017 à 2021.

## Biographie

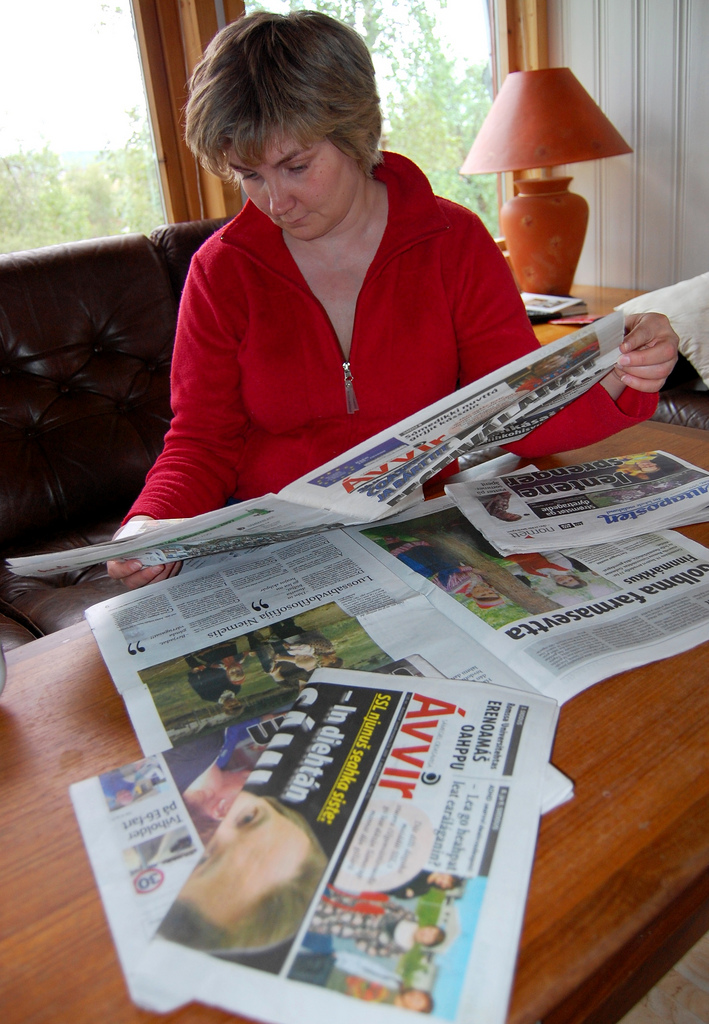
Aili Keskitalo lisant Ávvir et d’autres journaux.

Elle détient une maîtrise en administration publique de l'école de commerce de Copenhague et est également titulaire d'un Cand.mag. (en) en économie de l'université du Finnmark. Jeune, elle devient hôtesse de l'air pour la compagnie Scandinavian Airlines System.
En 2005, elle est élue présidente du Parlement sami de Norvège, devenant la première femme présidente d'un Parlement sami dans le monde. Elle annonce dans une conférence de presse le 14 septembre 2007 qu'elle quitte son poste. Elle reprend son poste entre 2013 et 2016 puis à partir de 2017.